# Kępno
Kępno (niem. Kempen, Langenfurt) – miasto w województwie wielkopolskim, w Kaliskiem, nad Niesobem, siedziba powiatu kępińskiego i gminy Kępno.
Kępno uzyskało lokację miejską przed 1283 rokiem, zdegradowane przed 1500 rokiem, ponowne nadanie praw miejskich w 1661 roku. W latach 1975–1998 miasto administracyjnie należało do województwa kaliskiego.
31 grudnia 2021 miasto liczyło 13 857 mieszkańców.

## Położenie
Kępno leży na Wysoczyźnie Wieruszowskiej, nad Niesobem, w zachodniej części ziemi wieluńskiej, w województwie wielkopolskim i jest drugim najdalej na południe położonym miastem w województwie. Leży 63 km od Kalisza, 76 km od Wrocławia, 88 km od Opola, 128 km od Łodzi, 145 km od Katowic i 170 km od Poznania.

## Historia
Ślady osadnictwa na obecnych terenach Kępna sięgają epoki brązu. Świadczą o tym liczne wykopaliska archeologiczne. Najwięcej dawnych przedmiotów odkryto na terenie pradziejowego cmentarzyska na tzw. Górce Wiatrakowej (obecnie Osiedle 700-lecia). Innym dowodem minionego osadnictwa jest grodzisko, tzw. Kopiec. Znaleziono tu fragmenty naczyń oraz pozostałości drewnianych domów.
W okresie wczesnego średniowiecza Kępno wchodziło w skład Śląska. Śladem jego dawnej historii była jego przynależność do diecezji wrocławskiej, która trwała aż do 1821 roku. W epoce rozbicia dzielnicowego Kępno stało się częścią domeny książąt wielkopolskich. Okresowo wchodziło ono w skład państwa Henryków Śląskich. Następnie dzieliło historię ziemi wieluńskiej, przynależąc do księstwa Władysława Opolczyka, by ostatecznie zostać wcielonym do Korony za panowania Władysława Jagiełły.
Miejscowość pod zlatynizowaną nazwą Campno wymieniona jest w łacińskim dokumencie wydanym w Kępnie w 1282 roku sygnowanym przez księcia wielkopolskiego, późniejszego króla Polski Przemysła II. Pierwsza pisana informacja o Kępnie to dokument dotyczący spotkania, jakie miało miejsce 15 lutego tego roku. Doszło wówczas do zjazdu dwóch książąt, w czasie którego książę pomorski Mściwoj II zawarł układ o przeżycie z księciem wielkopolskim Przemysłem II. Na pamiątkę tego wydarzenia w czasach współczesnych u podnóża Kopca ustawiono pamiątkowy głaz.
W 1283 Kępno wymieniane jest już jako miasto. Prawdopodobnie, co typowe dla tamtego okresu, jego lokacja została przeprowadzona za pomocą niemieckich kolonistów. Stąd obok nazwy polskiej Campno równolegle występowała w XIII i XIV wieku nazwa niemiecka Langenfurt. Wskutek procesu polonizacji mieszkańców miasta wyszła ona jednak wkrótce z użytku.
Kępno było początkowo miastem królewskim. Własnością prywatną stało się w 1365, kiedy to król Kazimierz Wielki przekazał je w ręce starosty generalnego Wielkopolski – Wierzbięty z Paniewic. Była to nagroda za pomoc udzieloną królowi w tłumieniu buntu Maćka Borkowica. Wraz z kolejnymi zmianami właścicieli Kępno stopniowo podupadało. Wiązało się to z rozwojem pobliskiej osady – Baranowa oraz licznymi walkami toczonymi w okolicy. W wyniku utraty znaczenia, Kępno straciło prawa miejskie.
Kępno rozkwitło ponownie w XVII w. Na przełomie lat 1660/1661 znów otrzymało prawa miejskie. Wraz z nimi nadano także herb. W herbie Kępna na niebieskim tle widnieje biały łabędź stojący na zielonej kępie. W 1661 roku założono tu polski i niemiecki zbór luterański, zamknięty w 1686 roku. Kościół ewangelicki na nowo zbudowany w 1779 roku.

### Zabory Polski
Do 1793 Kępno leżało w województwie sieradzkim. W wyniku II rozbioru Polski znalazło się na obszarze zaboru pruskiego (od 1795 jako część departamentu kaliskiego Prus Południowych). W 1807 miasto weszło w skład departamentu kaliskiego Księstwa Warszawskiego, by po kongresie wiedeńskim w 1815 powrócić w granice Prus.
Panowanie pruskie, a od 1871 niemieckie, przyniosło oprócz zaostrzającej się polityki germanizacyjnej także dynamiczny rozwój gospodarczy, przestrzenny i architektoniczny. W drugiej połowie XIX w. w mieście powstały liczne budynki użyteczności publicznej oraz nowoczesna infrastruktura techniczna. Po I wojnie światowej Kępno wróciło w granice państwa polskiego 17 stycznia 1920 r., na mocy postanowień traktatu wersalskiego.

### II wojna światowa
Niemcy wkroczyli do Kępna 1 września 1939. Z relacji świadków wiadomo, że pierwszy samochód zwiadowczy wjechał na rynek około godziny 12:30. Kilka minut później pojawiły się oddziały wojskowe. W czasie II wojny światowej z miasta wysiedlono większość Polaków do Generalnego Gubernatorstwa, a w zamian sprowadzono Niemców w ramach akcji kolonizacyjnej Heim ins Reich.
Okupanci zrabowali między innymi dzwony kościelne. W styczniu 1945 do Kępna od strony Wieruszowa zbliżyły się wojska radzieckie, wypierając stopniowo oddziały niemieckie. Niemcy stawili niewielki opór w okolicy wsi Olszowa, jednak został on szybko przełamany i 21 stycznia 1945 miasto zostało zajęte przez Armię Czerwoną.

### Okres powojenny
Na podstawie dekretu PKWN z 31 sierpnia 1944 zostały utworzone miejsca odosobnienia, więzienia i ośrodki pracy przymusowej dla „hitlerowskich zbrodniarzy oraz zdrajców narodu polskiego”. Obóz pracy nr 113 Ministerstwo Bezpieczeństwa Publicznego utworzyło w Kępnie.
Od 1945 następuje dalszy rozwój Kępna. Powstają nowe budowle, szkoły i zakłady przemysłowe. Wokół „starego miasta”, stanowiącego centrum, powstają nowe osiedla. W latach 1975–1998 miasto administracyjnie należy do woj. kaliskiego. Powiat kępiński przywrócono 1 stycznia 1999.

## Narodowości
O wielonarodowej historii miasta świadczą trzy świątynie: kościół rzymskokatolicki pw. św. Marcina (1911), kościół ewangelicko-augsburski (1863) i neoklasycystyczna synagoga (1815–16). Mieszkańcami byli głównie Polacy, Żydzi i Niemcy. Z biegiem czasu przybywało Polaków i Niemców. Ludność żydowska emigrowała w kierunku zachodnich prowincji niemieckich, Anglii oraz do Ameryki. Jej populacja zmniejszyła się do tego stopnia, że przestała odgrywać rolę w życiu miasta. Obywatele niemieccy to głównie urzędnicy przybywający z głębi Niemiec, kolonizatorzy.
| Lata | Katolicy | Ewangelicy | Żydzi |
| ---- | -------- | ---------- | ----- |
| 1820 | 1190     | 945        | 2578  |
| 1833 | 1514     | 830        | 3384  |
| 1837 | 1572     | 1108       | 3474  |
| 1843 | 1561     | 1155       | 3528  |
| 1846 | 1645     | 1188       | 3760  |
| 1855 | 1436     | 1071       | 3282  |
| 1871 | 2194     | 1387       | 2449  |
| 1910 | 3962     | 1779       | 739   |

## Administracja i samorząd

### Urzędy i instytucje
Kępno jest siedzibą władz samorządowych: Gminy Kępno (Urząd Miasta i Gminy w Kępnie) oraz Starostwa Powiatowego.
Ponadto w Kępnie funkcjonuje wiele instytucji lokalnych: Sąd Rejonowy, Powiatowy Urząd Pracy, Zakład Ubezpieczeń Społecznych, Kasa Rolniczego Ubezpieczenia Społecznego, Powiatowa Stacja Sanitarno-Epidemiologiczna, Urząd Skarbowy, Samodzielny Publiczny Zakład Opieki Zdrowotnej w Kępnie, Wodociągi Kępińskie.
Organem wykonawczym w Kępnie jest burmistrz miasta.

## Demografia

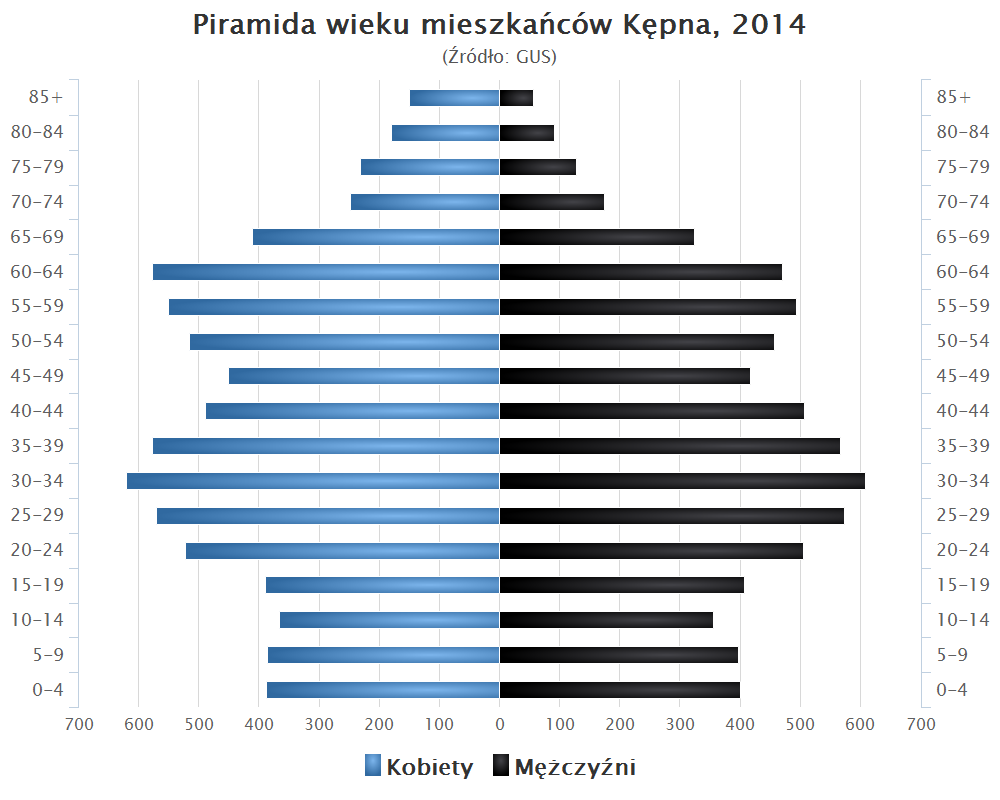
Piramida wieku mieszkańców Kępna w 2014 roku

### Rada Miasta
| Ugrupowanie                               | Kadencja 2002–2006 | Kadencja 2006–2010 | Kadencja 2010–2014 | Kadencja 2014–2018 |
| ----------------------------------------- | ------------------ | ------------------ | ------------------ | ------------------ |
| Sojusz Lewicy Demokratycznej              | 5 (SLD-UP)         | 2 (LiD)            | 1                  | 1                  |
| Porozumienie Samorządowe                  | 11                 | 8                  | 7                  | 7                  |
| Kępiński Powiatowy Blok Wyborczy 2002     | 1                  | –                  | –                  | –                  |
| Forum Społeczno-Gospodarczego             | 1                  | 4                  | 6                  | 5                  |
| Wspólnota Samorządowa Powiatu Kępińskiego | 3                  | 5                  | 1                  | 2                  |
| Kobiety w Samorządzie                     | –                  | 2                  | –                  | –                  |
| Platforma Obywatelska                     | –                  | –                  | 4                  | –                  |
| Aktywni Bliżej Ciebie                     | –                  | –                  | 1                  | –                  |
| KWW Anieli Kempa                          | –                  | –                  | 1                  | 1                  |
| Polskie Stronnictwo Ludowe                | –                  | –                  | –                  | 4                  |
| KWW Andrzeja Jóźwika                      | –                  | –                  | –                  | 1                  |

## Gospodarka
Stan gospodarki na obszarze gminy obrazuje wskaźnik przedsiębiorczości – przedstawiający ilość podmiotów gospodarczych w systemie REGON na 1000 mieszkańców – wskaźnik przedsiębiorczości dla gminy Kępno wynosi 119 i jest to wartość najwyższa w odniesieniu do średniej dla kraju, województwa i powiatu, co świadczy o dobrze rozwiniętej przedsiębiorczości. Dominującymi sektorami w gospodarce gminy Kępno są: handel hurtowy i detaliczny, naprawa pojazdów samochodowych, włączając motocykle (31%), przetwórstwo przemysłowe (15,2%) oraz budownictwo (12,6%). Te trzy sektory stanowią łącznie niemalże 60% wszystkich przedsiębiorstw na terenie gminy Kępno. Powiat kępiński (więc także Kępno) ma zasadniczo charakter rolniczy z przetwórstwem rolno-spożywczy, z dobrze rozwiniętym rzemiosłem i handlem. Szczególną rolę w tym regionie odgrywa przemysł meblarski. Potocznie mówi się nawet o tzw. kępińskim zagłębiu meblowym. Przedsiębiorstwa z powiatu kępińskiego są promowane wśród partnerów zagranicznych. Szacuje się, że wokół Kępna zlokalizowanych jest ponad 600 firm z branży meblarskiej.

## Transport

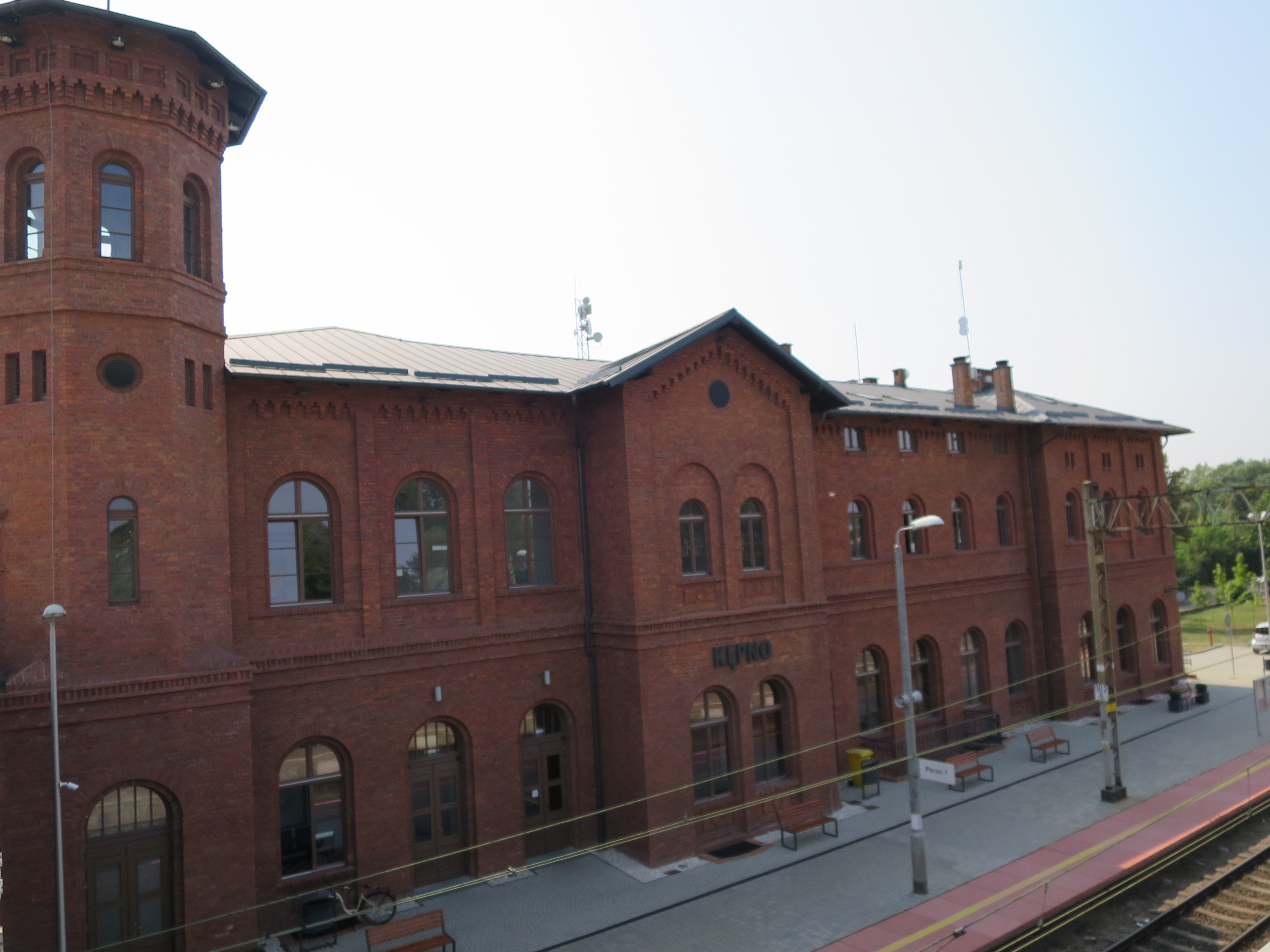
Dworzec kolejowy w Kępnie

Północną obwodnicę miasta stanowi droga ekspresowa S8, która krzyżuje się z jego wschodnią obwodnicą w ciągu drogi ekspresowej S11. Podnadto w samych granicach miasta przebiega droga wojewódzka nr 482.
Kępno to węzeł kolejowy, krzyżują się tu linie kolejowe Poznań – Kępno – Lubliniec – Częstochowa/Katowice, Kępno – Wieluń – Herby Nowe, Kępno – Oleśnica i Kępno – Namysłów (nieczynna).
W mieście znajduje czynny dworzec kolejowy, oraz zamknięty Kępno Zachodnie, leżący przy linii nr 307.
Komunikację autobusową z innymi miastami zapewnia placówka terenowa PKS Ostrów Wielkopolski.

## Zabytki
- cmentarzysko kultury łużyckiej – „Górka Wiatrakowa”,
- grodzisko średniowieczne, tzw. „Kopiec”,
- kościół rzymskokatolicki pw. św. Marcina (1911)[18],
- kościół ewangelicko-augsburski, parafialny (1863),
- synagoga, wybudowana w latach 1815–1816,
- unikatowy dwupoziomowy dworzec kolejowy z krzyżowym usytuowaniem peronów (jeden z dwu tego rodzaju obiektów w Polsce – drugi taki znajduje się w Kostrzynie nad Odrą),
- sąd rejonowy – budynek z 1835 roku (obecnie Urząd Miasta i Gminy Kępno),
- budynek magistratu z 1846 roku (obecnie siedziba Muzeum Ziemi Kępińskiej im. T. P. Potworowskiego),
- domy mieszczańskie z drugiej połowy XVIII i XIX w.,
- zakład wodociągowy (stacja pomp i wieża ciśnień) z 1903–1904 r.

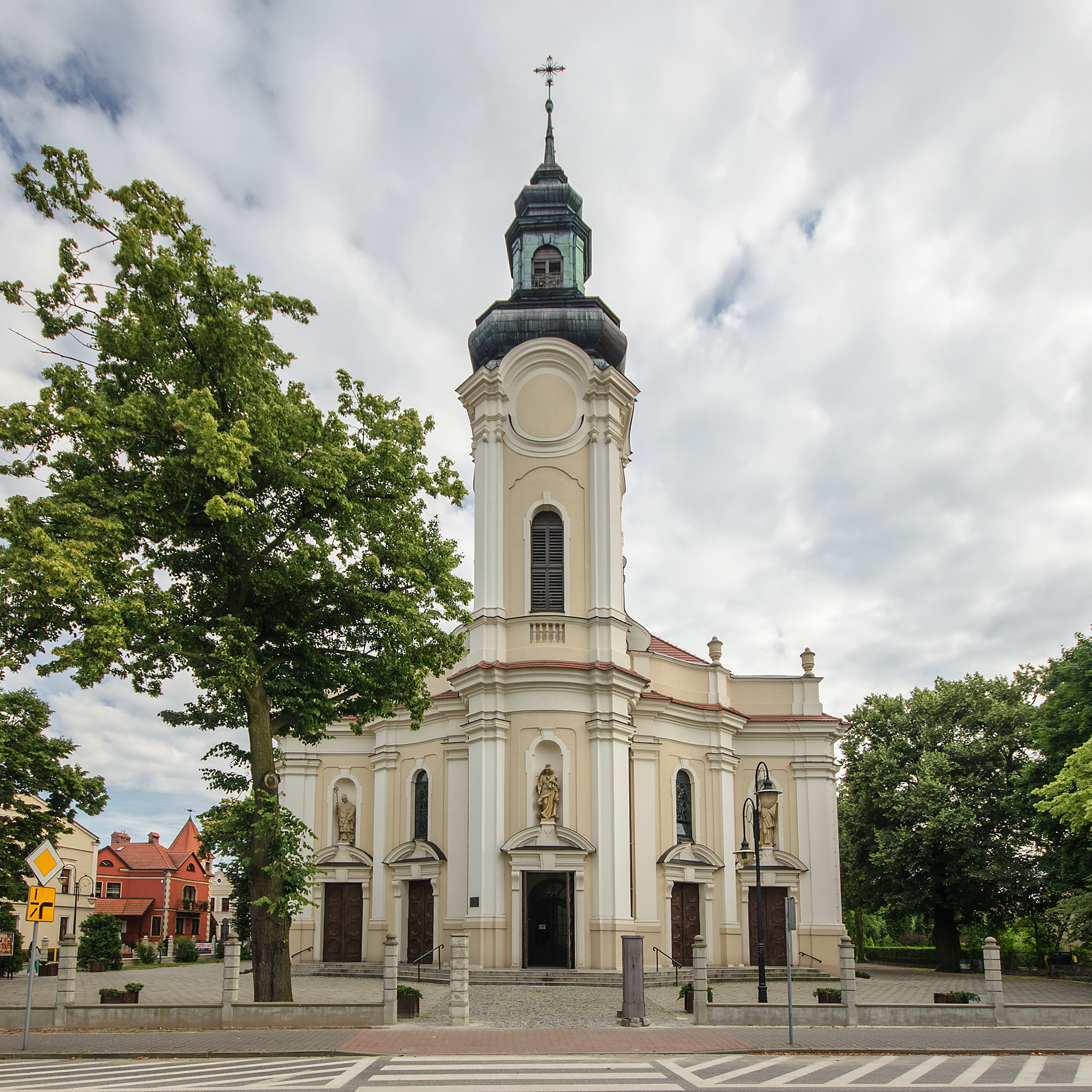
Kościół św. Marcina
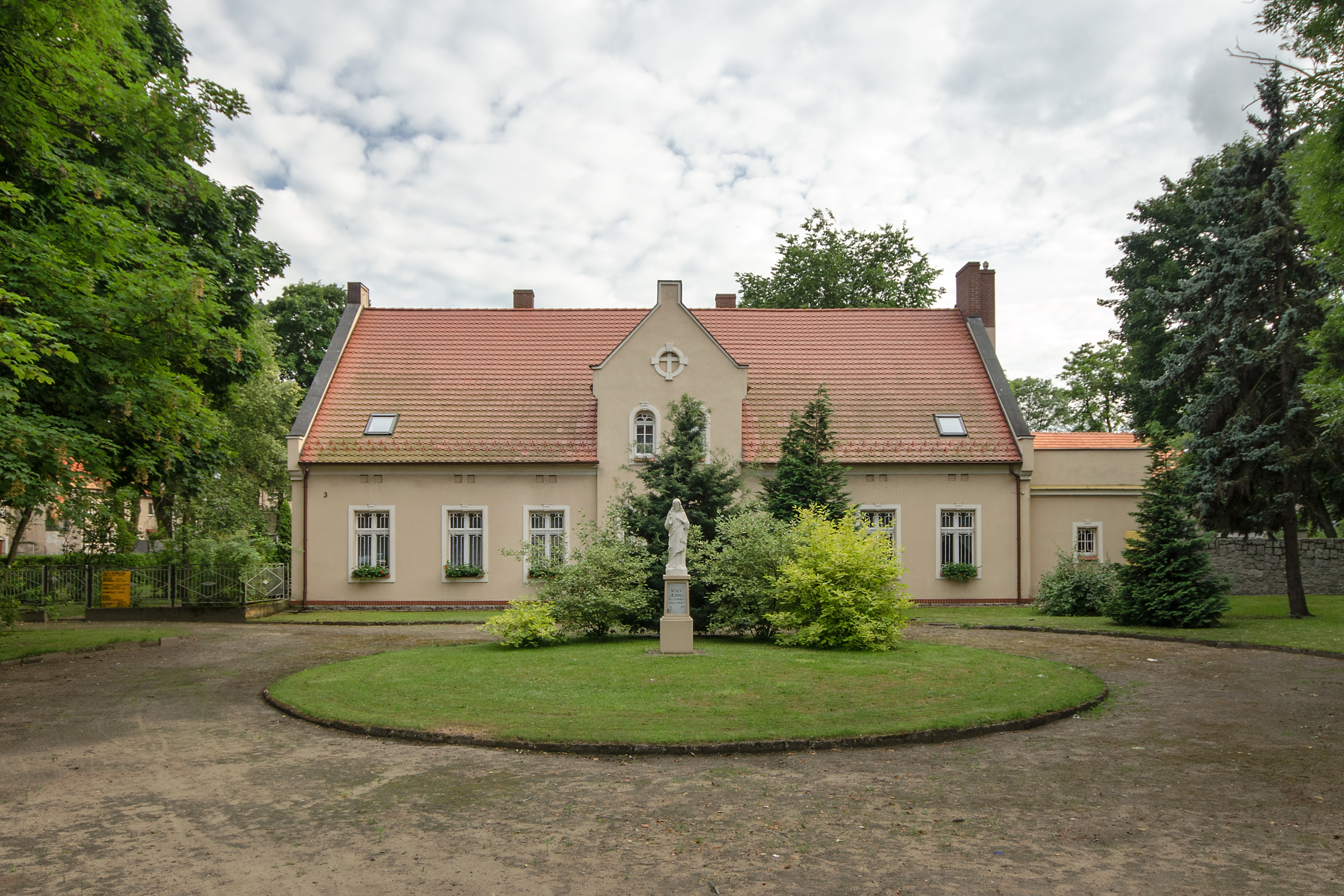
Plebania
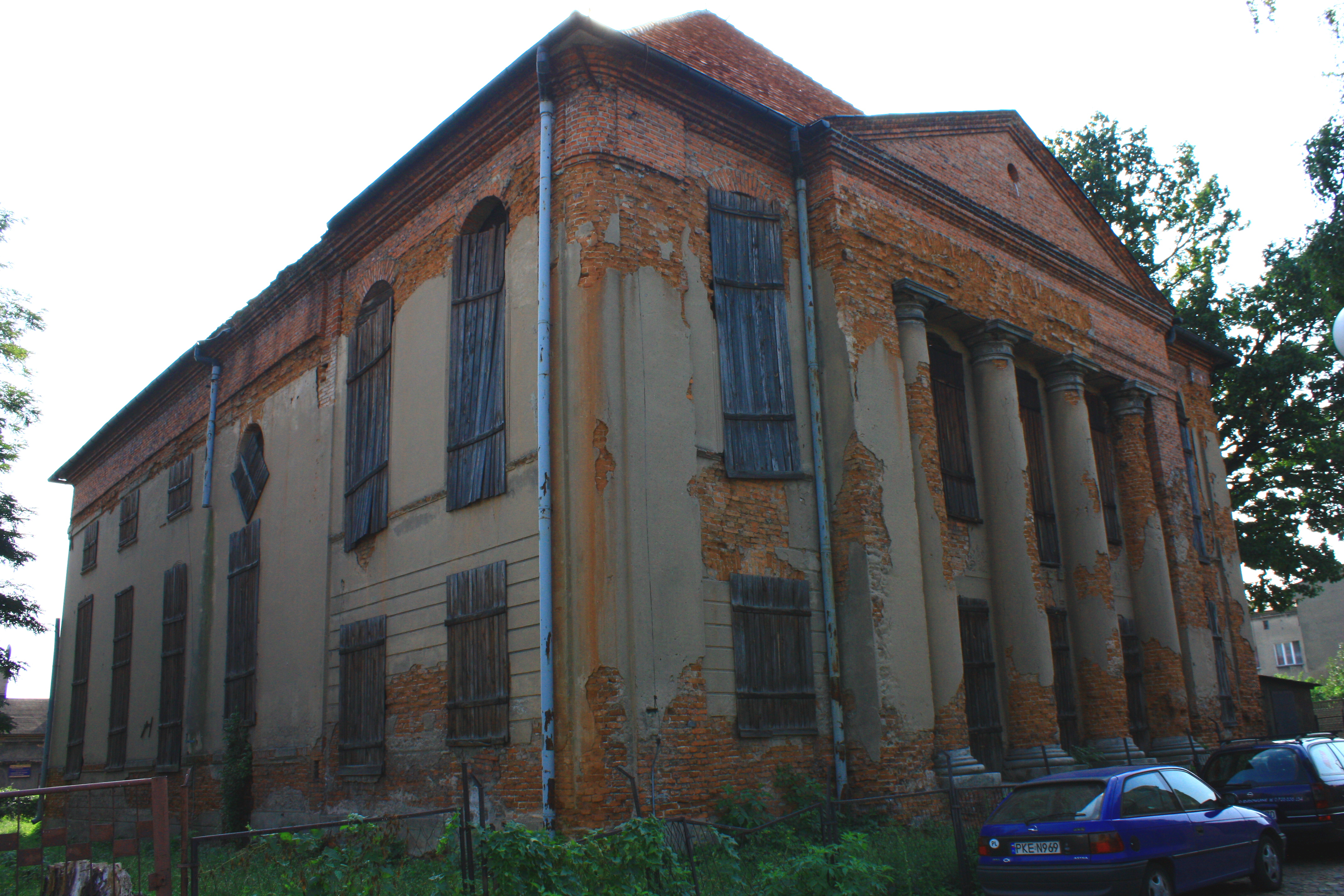
Budynek dawnej synagogi
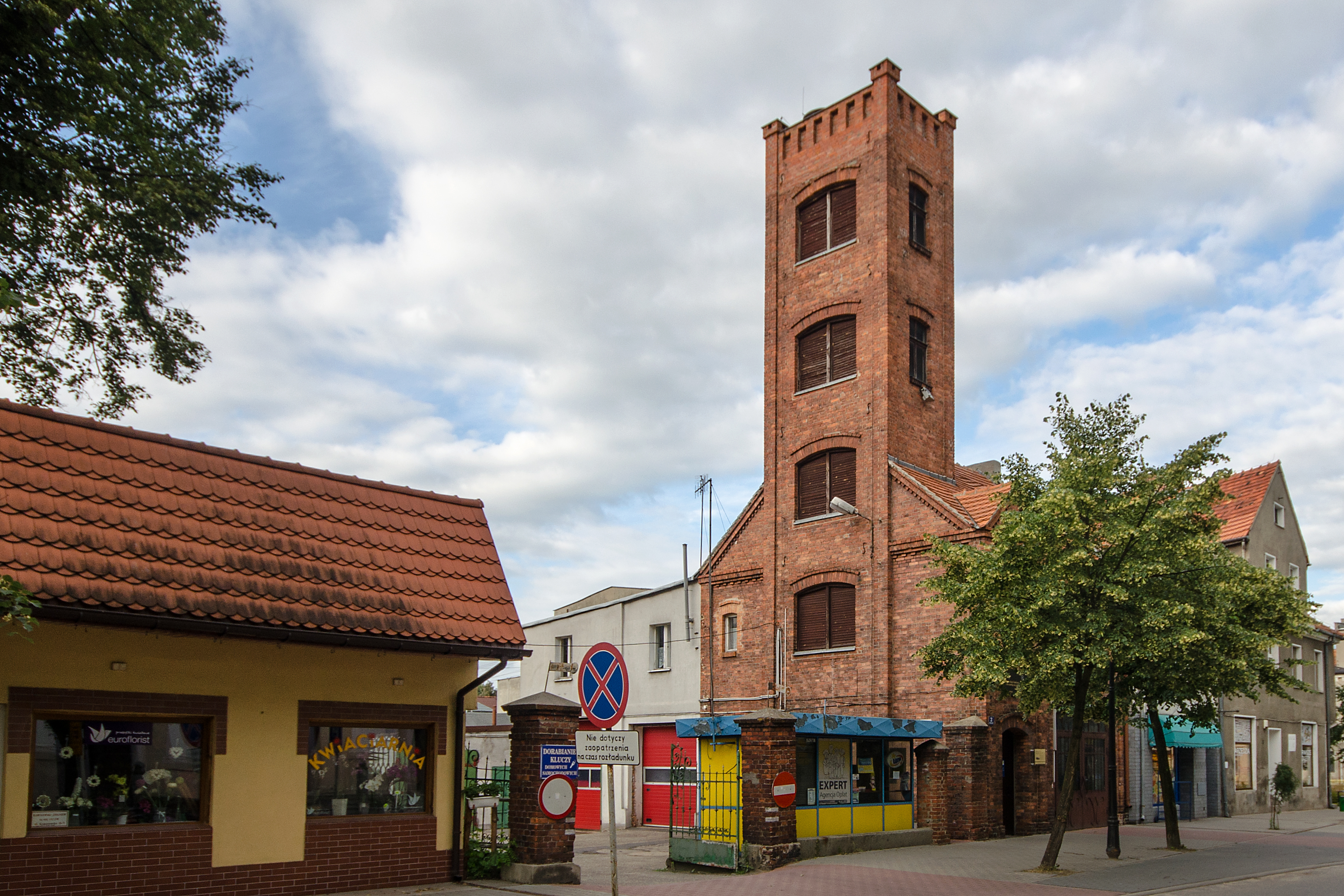
Remiza Ochotniczej Straży Pożarnej
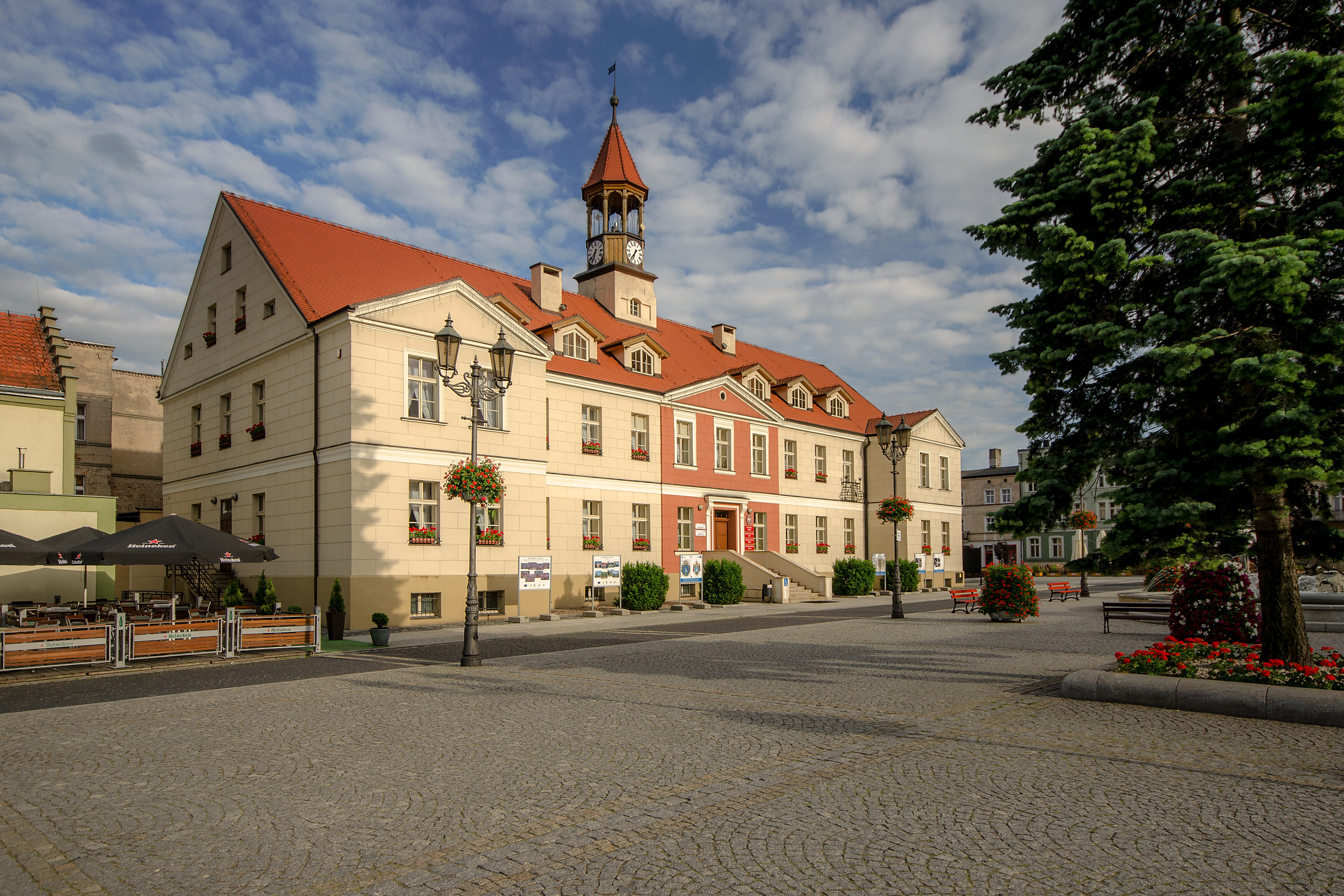
Ratusz w Kępnie
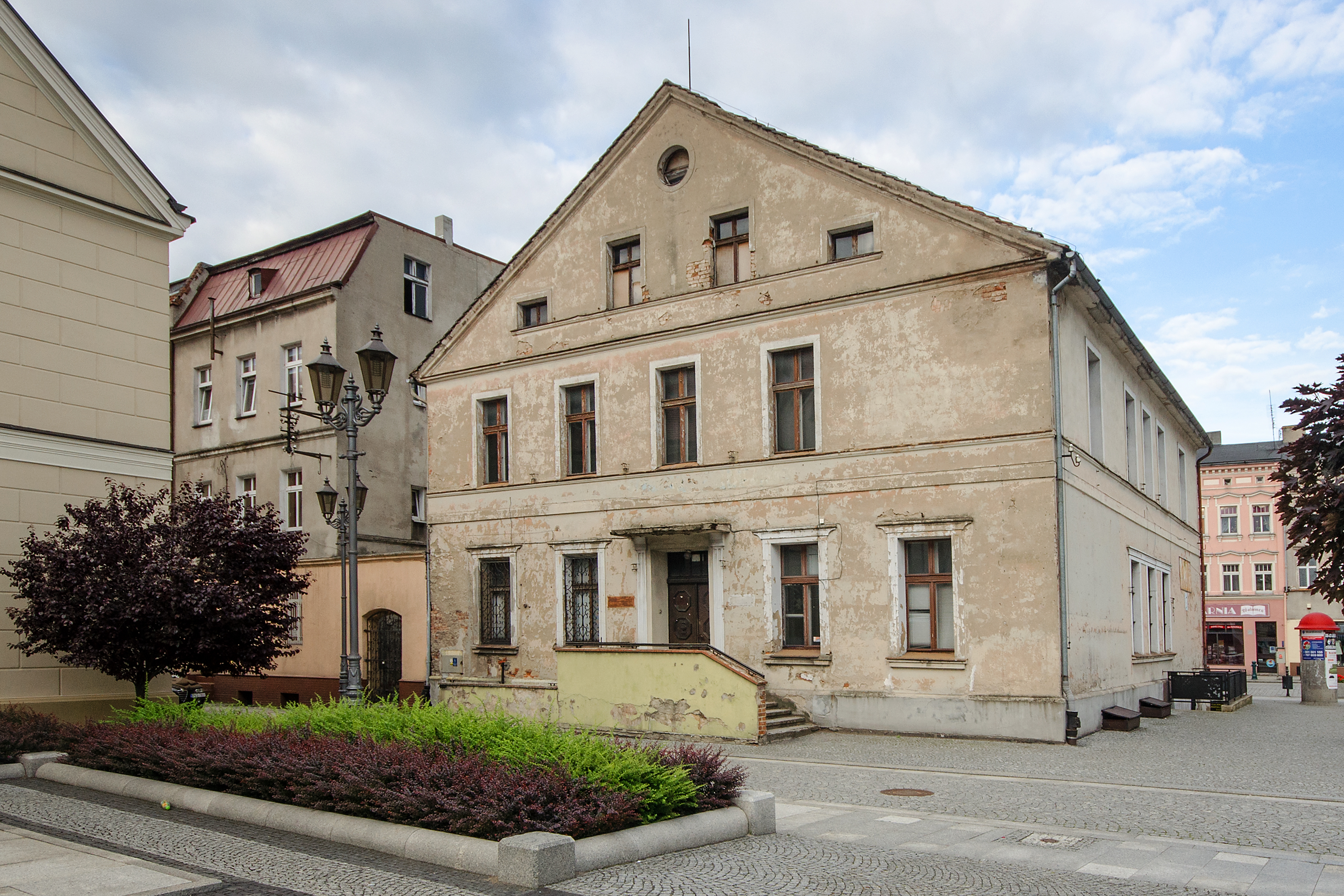
Budynek dawnego Magistratu przy ul. Ratuszowej 2 (przed remontem)
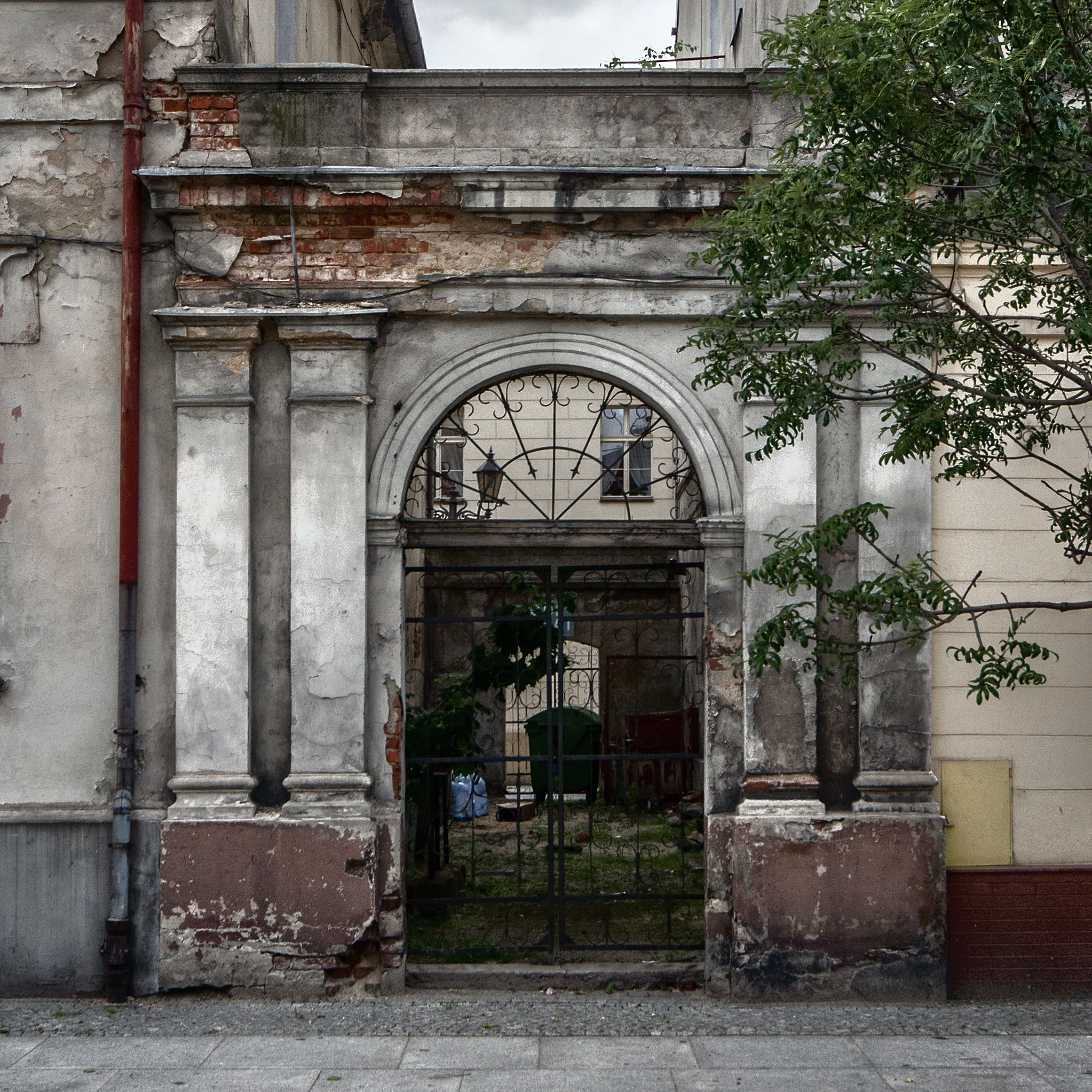
Budynek dawnego Magistratu przy ul. Ratuszowej 2 (przed remontem)
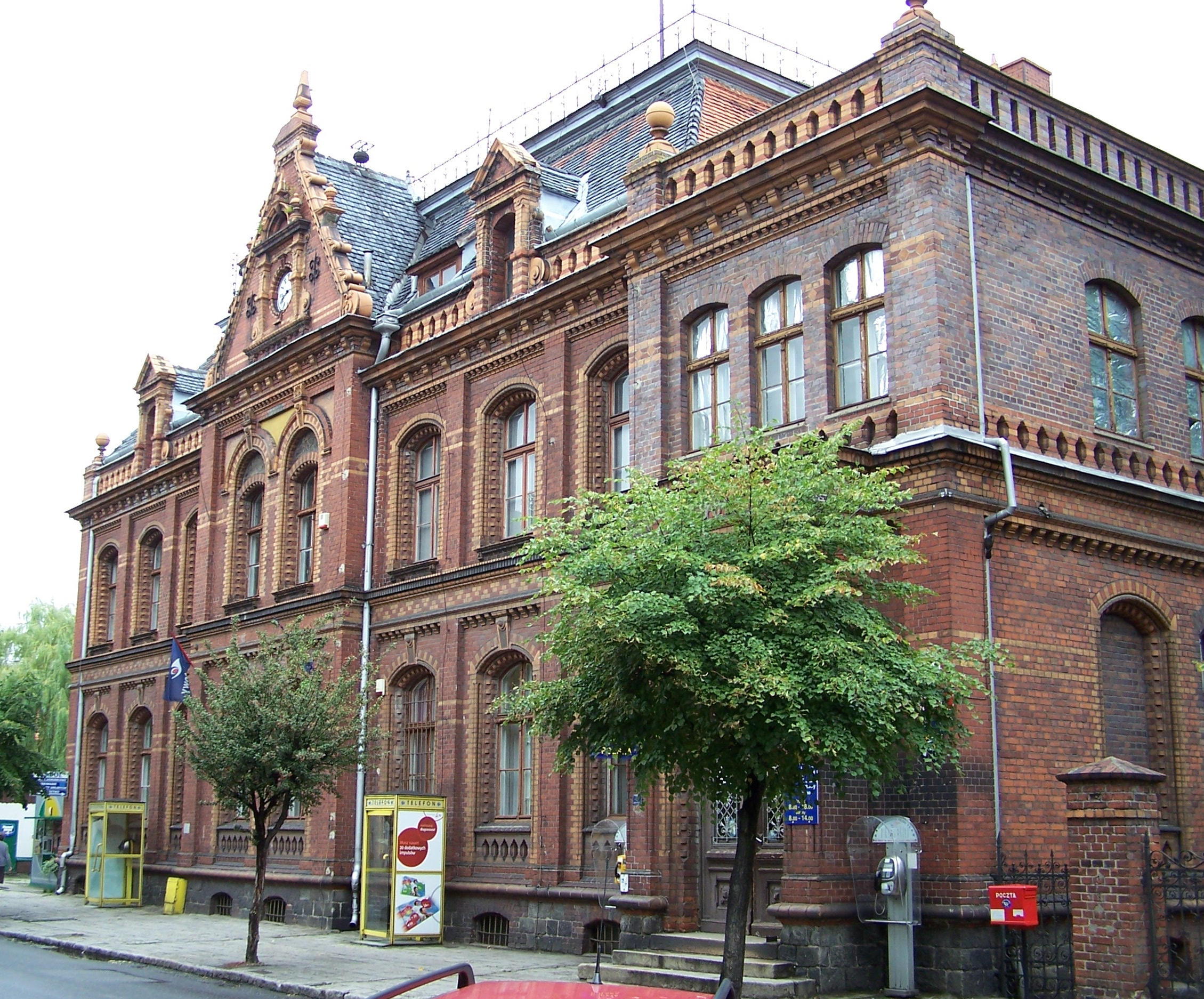
Poczta w Kępnie
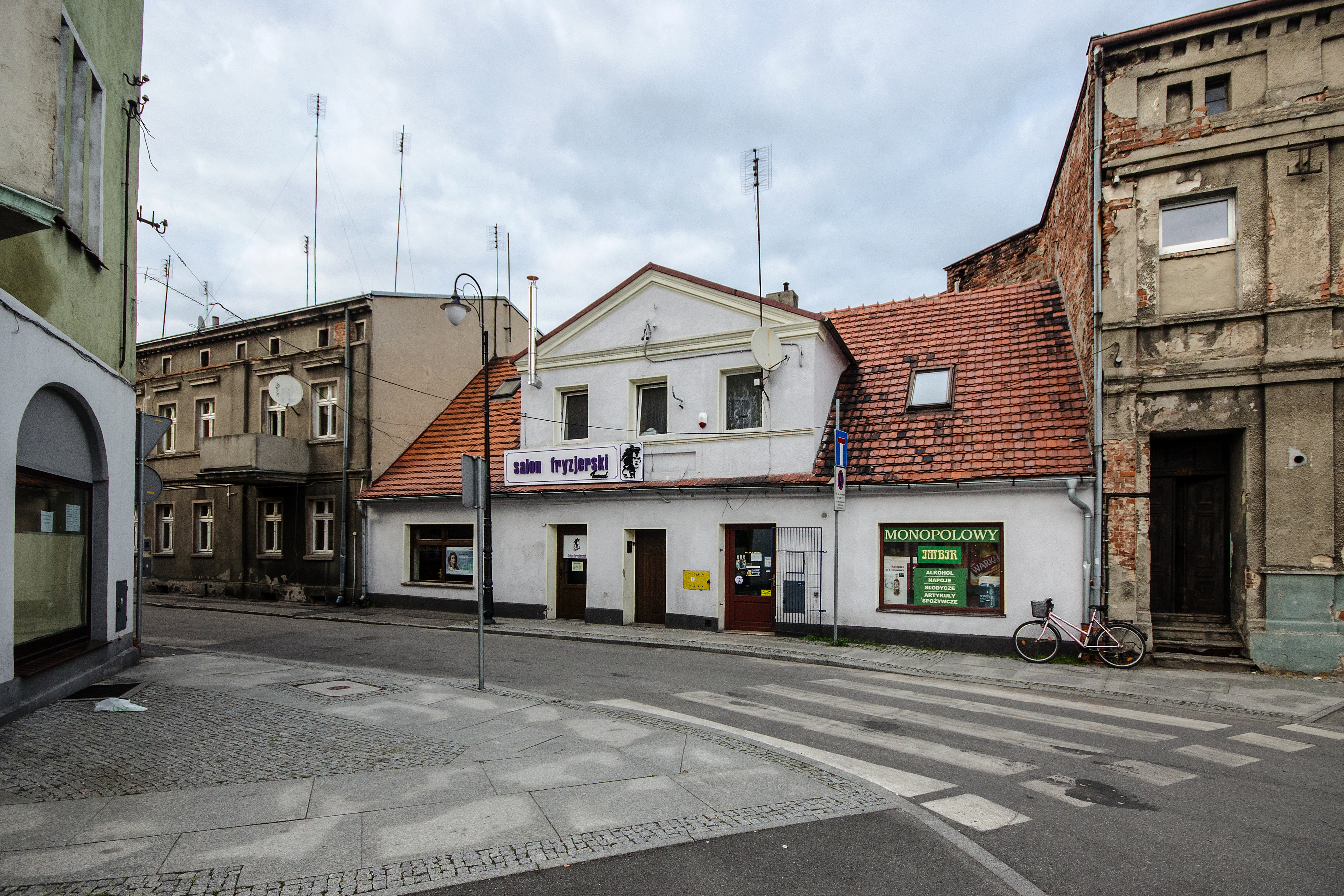
Kamienica przy ul. Krętej 7
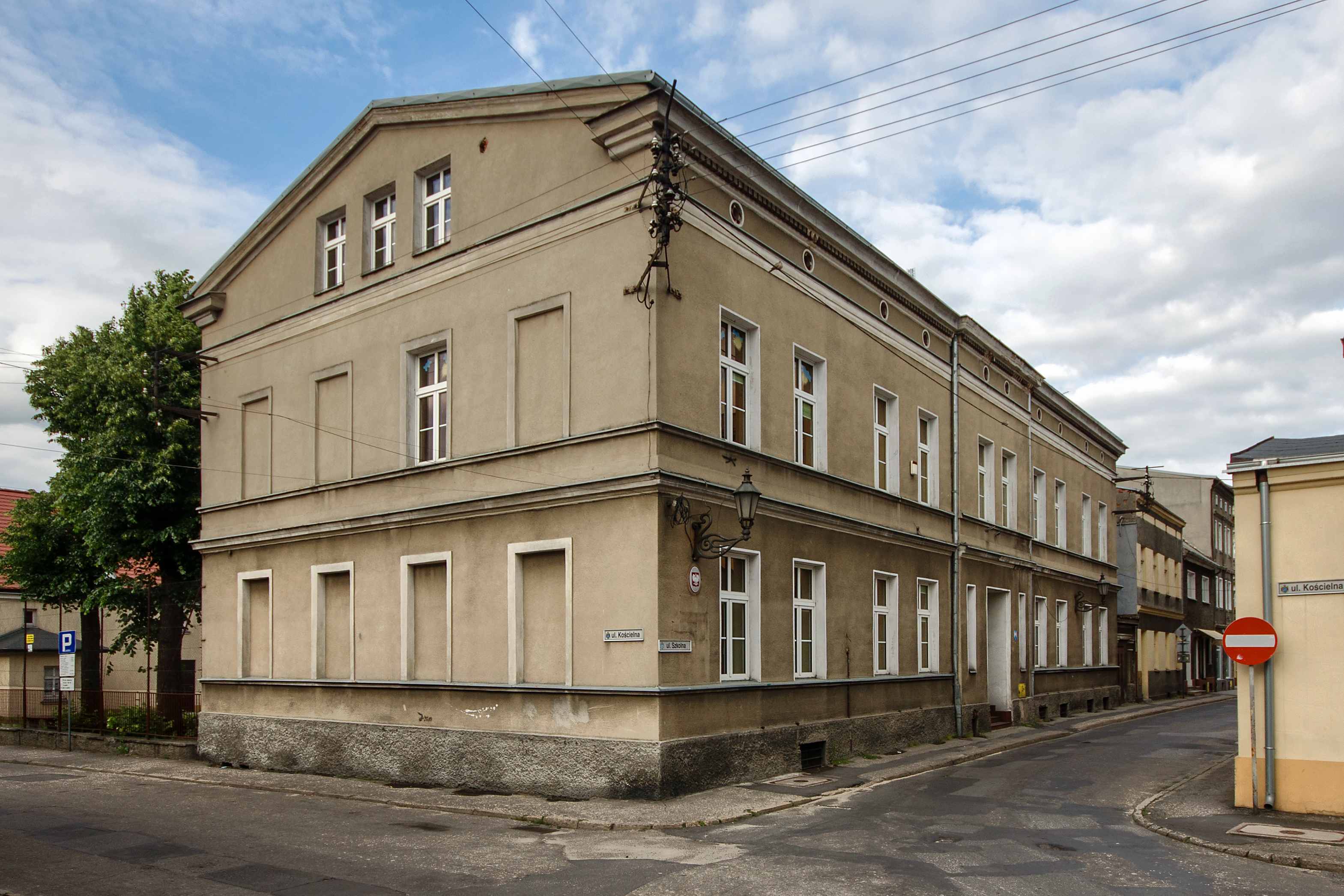
Kamienica przy ul. Szkolnej 6
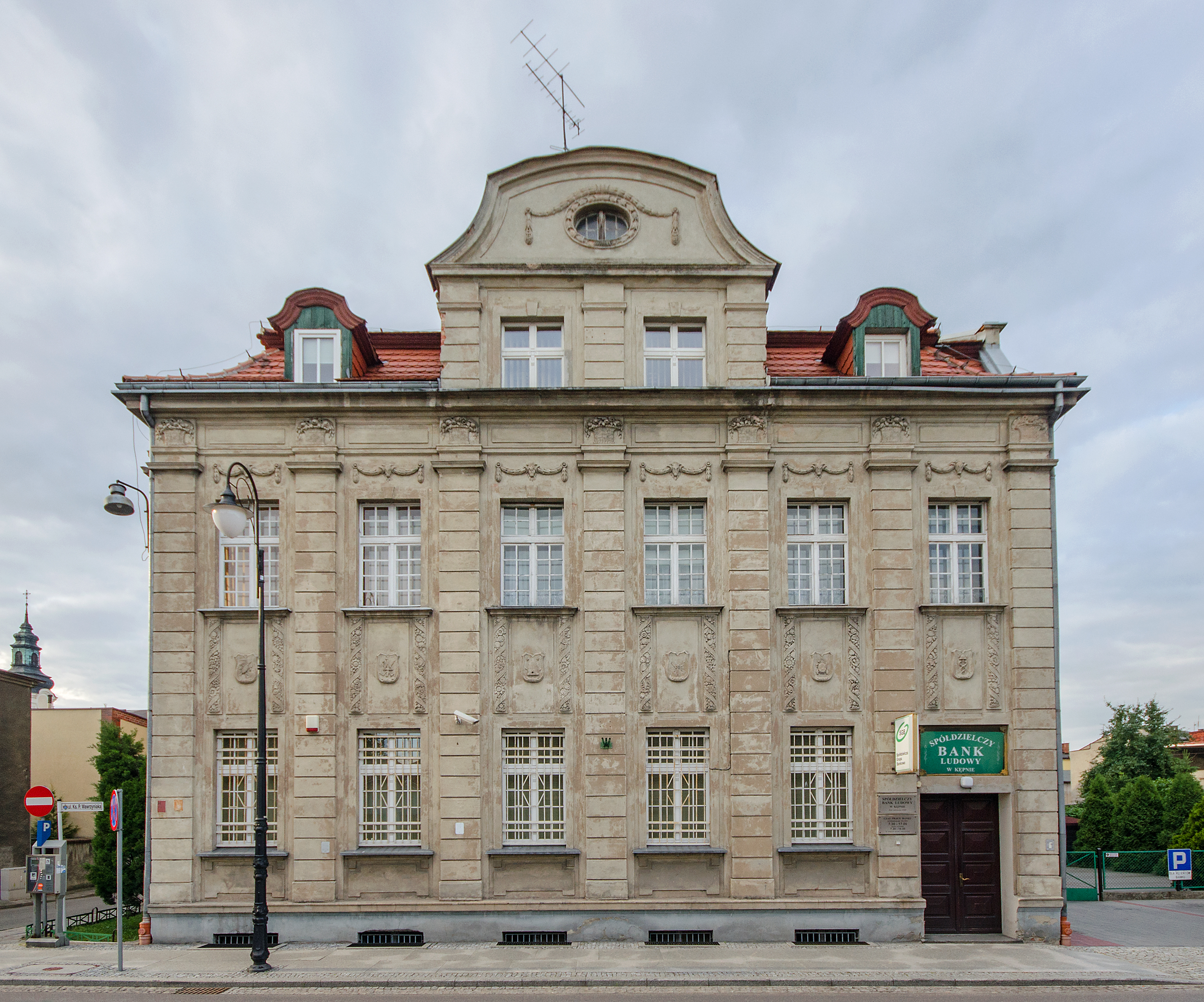
Budynek d. Banku Ludowego (ul. Wawrzyniaka 20)
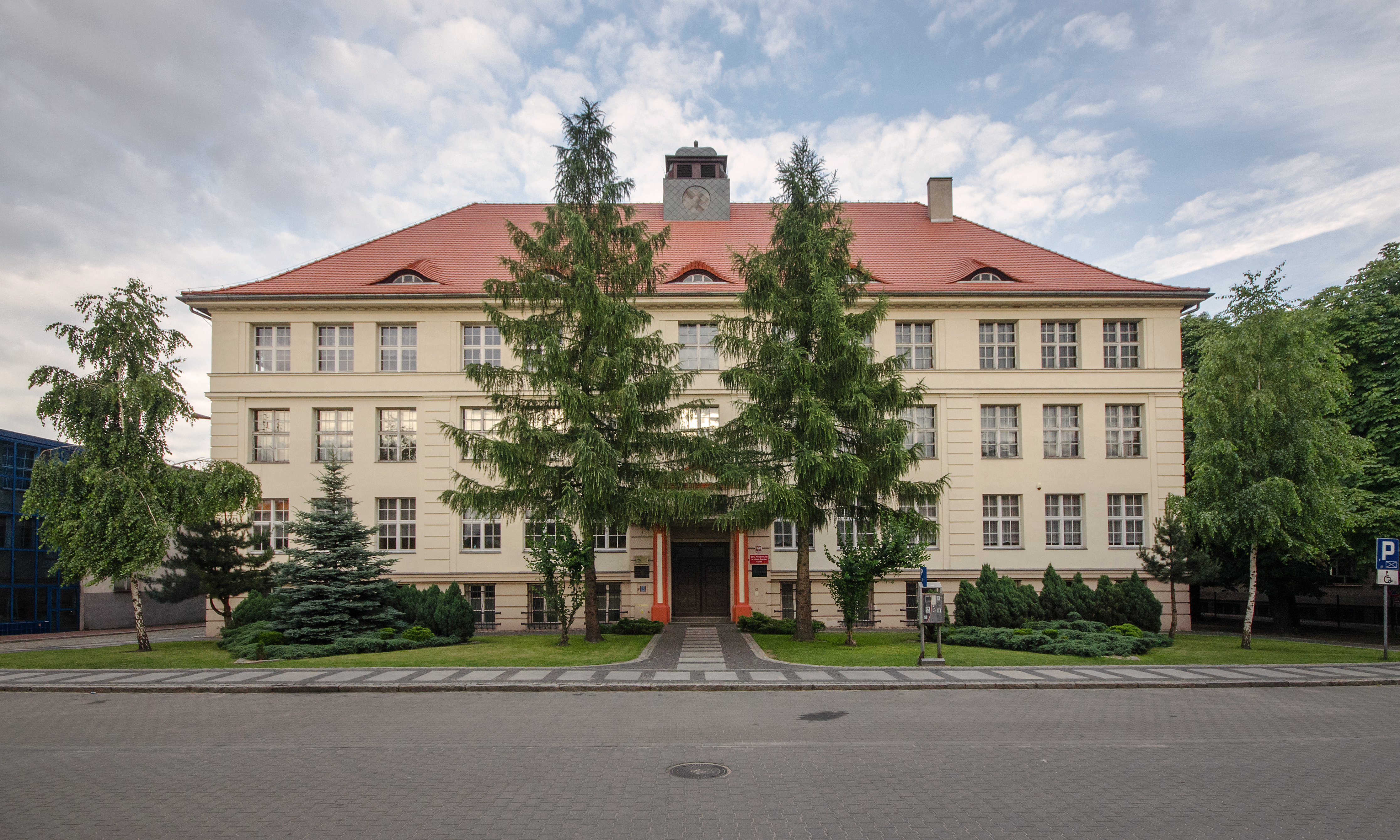
Budynek SP nr 1 przy ul. Sienkiewicza 21
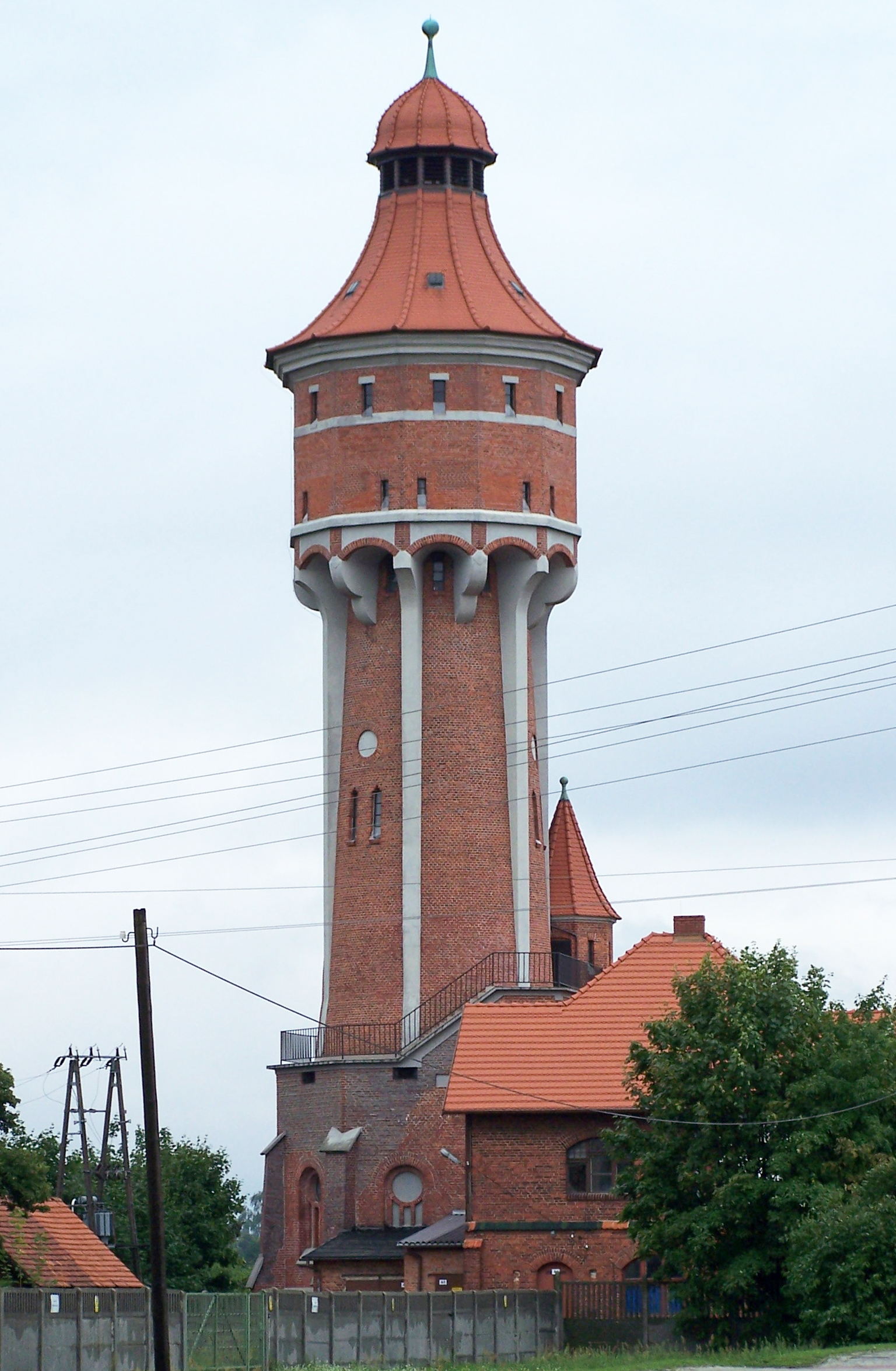
Wieża ciśnień
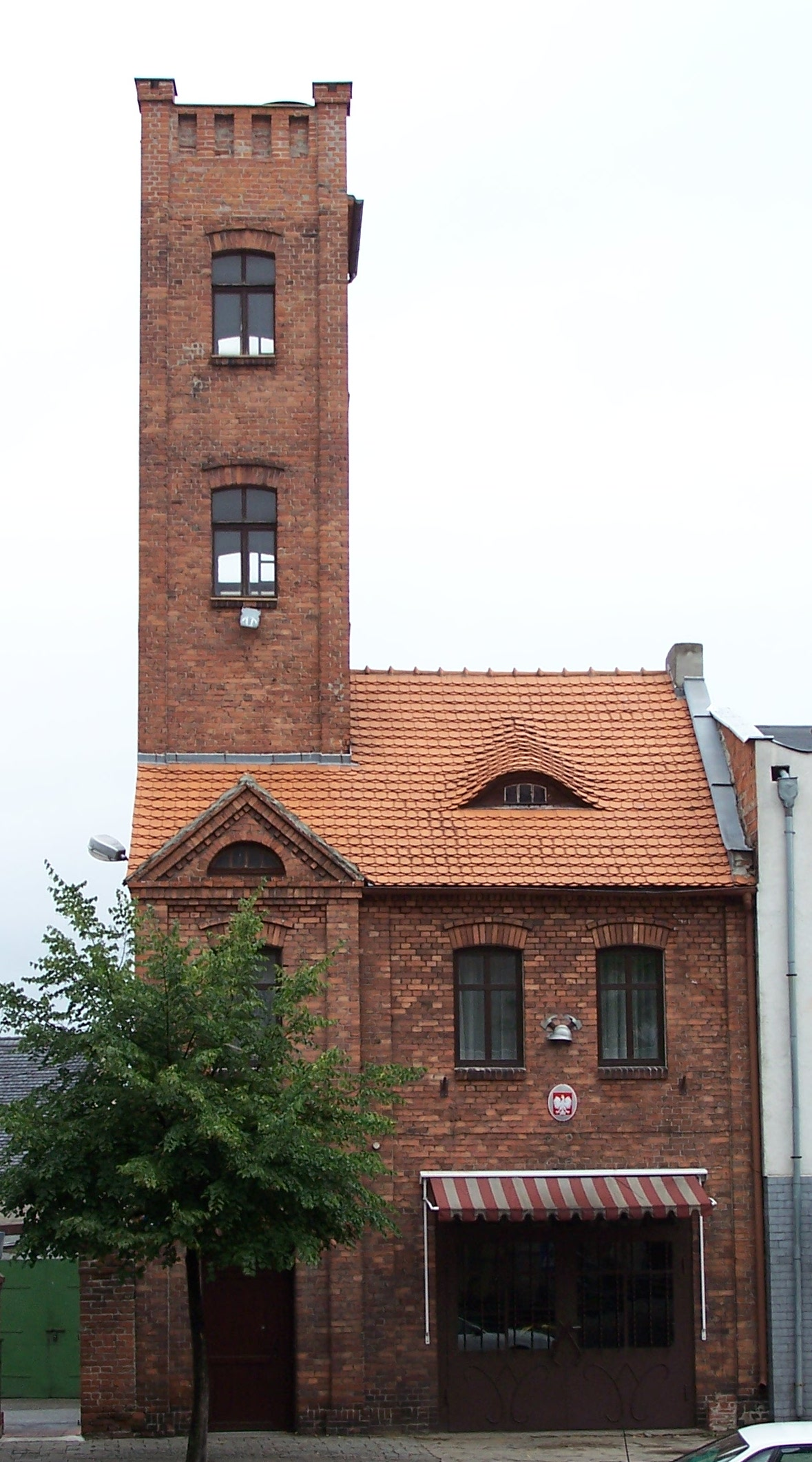
Wieża Remizy Ochotniczej Straży Pożarnej
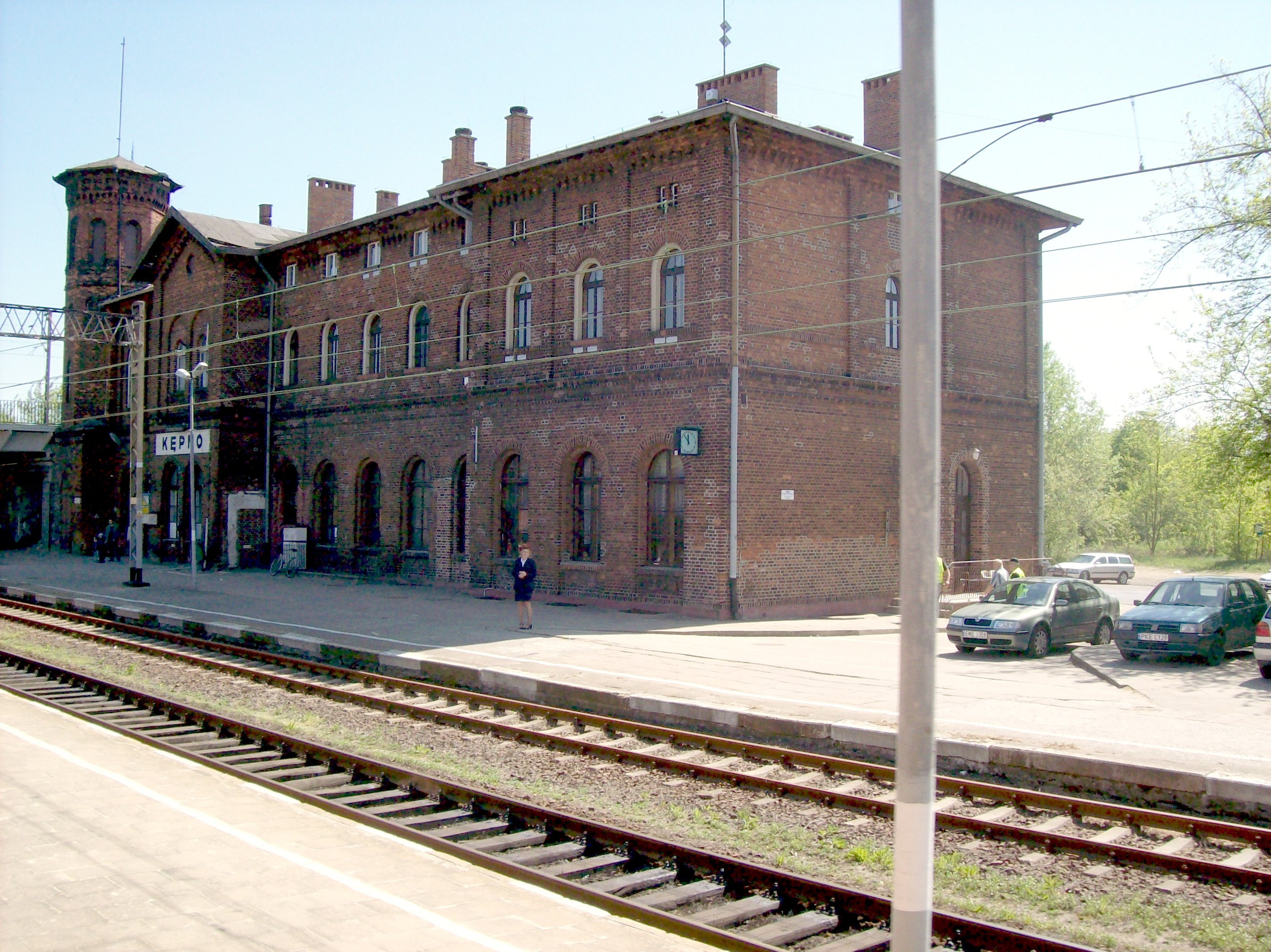
budynek dworca kolejowego (przed remontem)
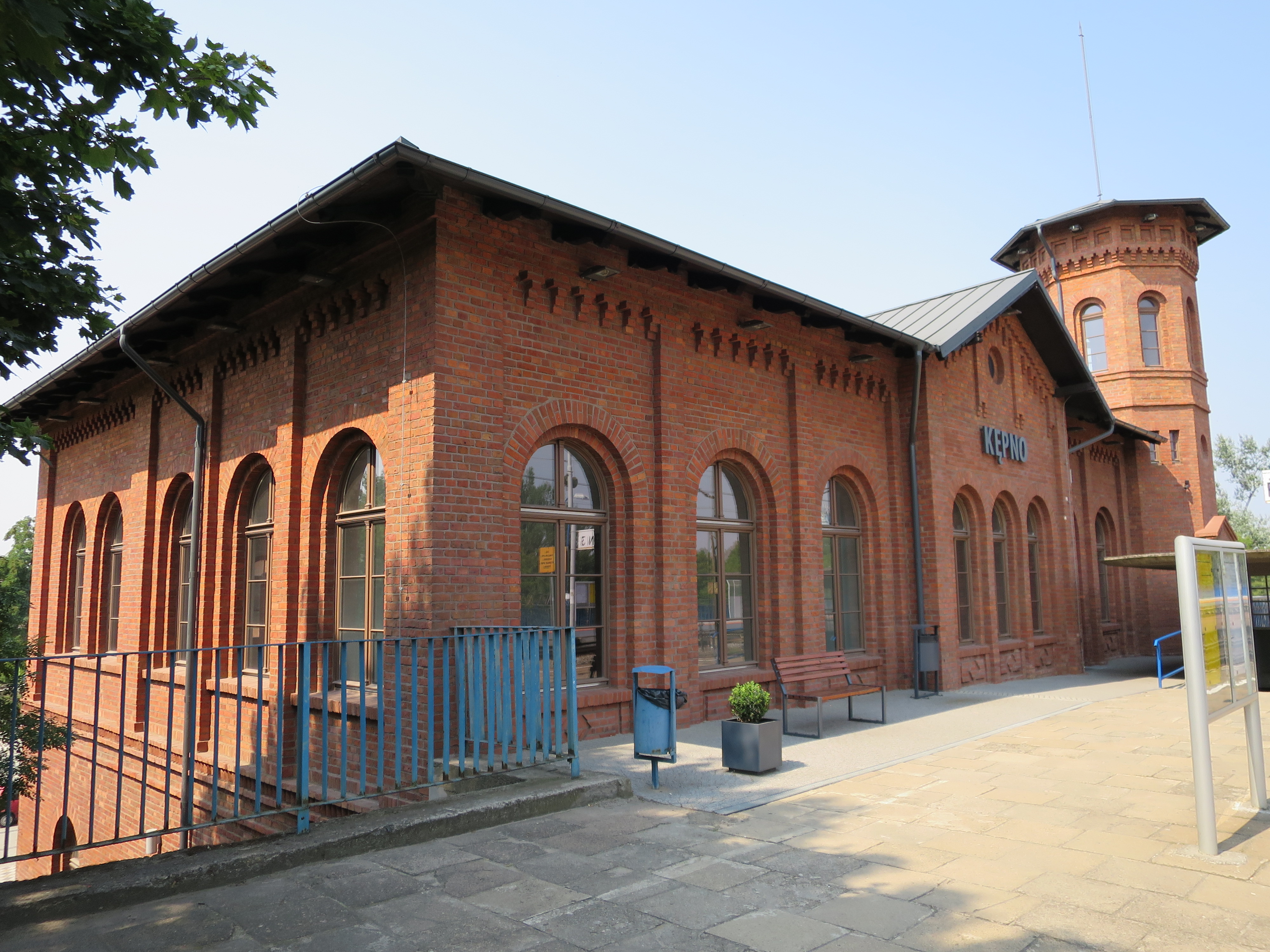
Górna kondygnacja dworca
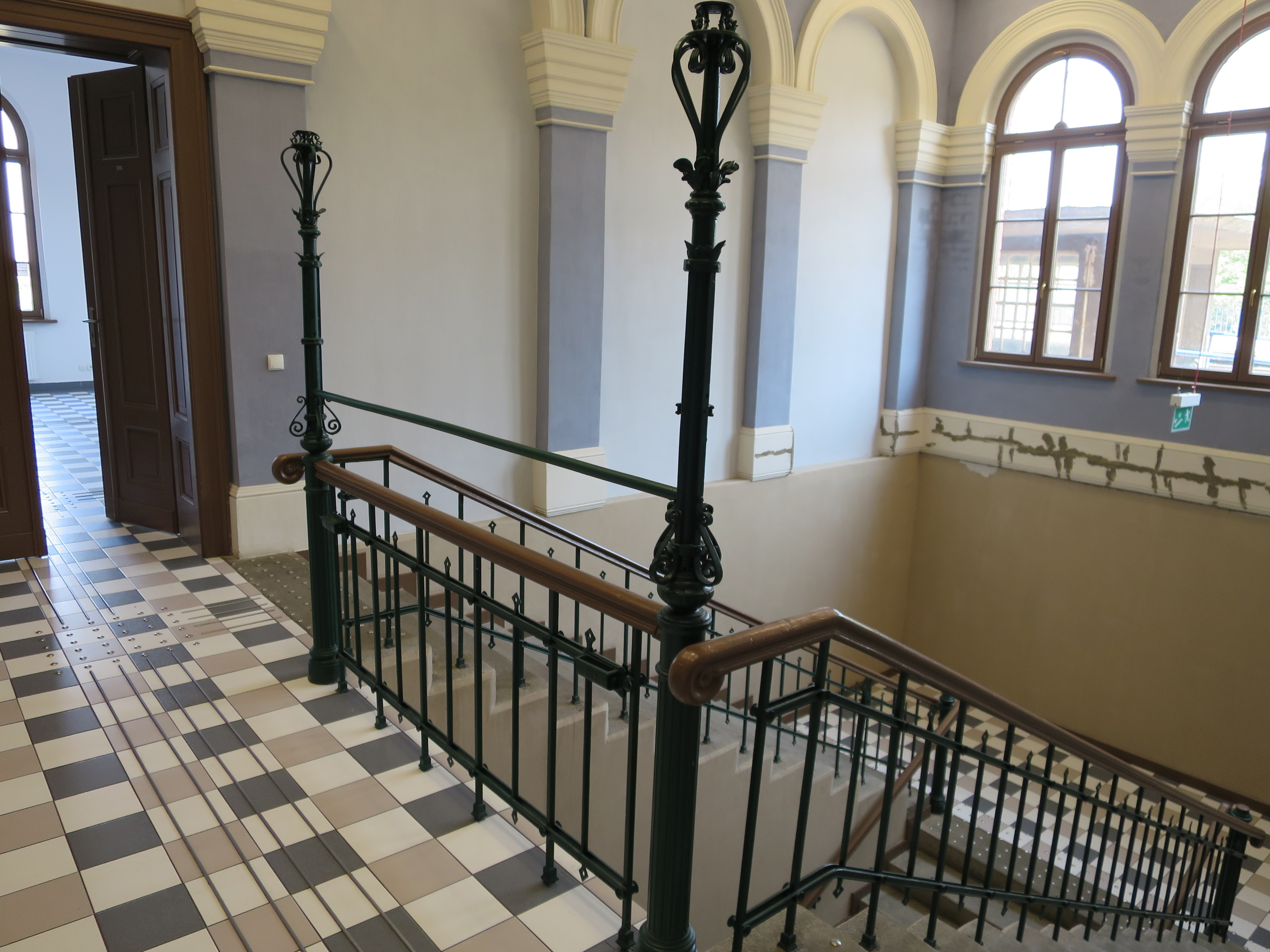
Wnętrze dworca (po remoncie)
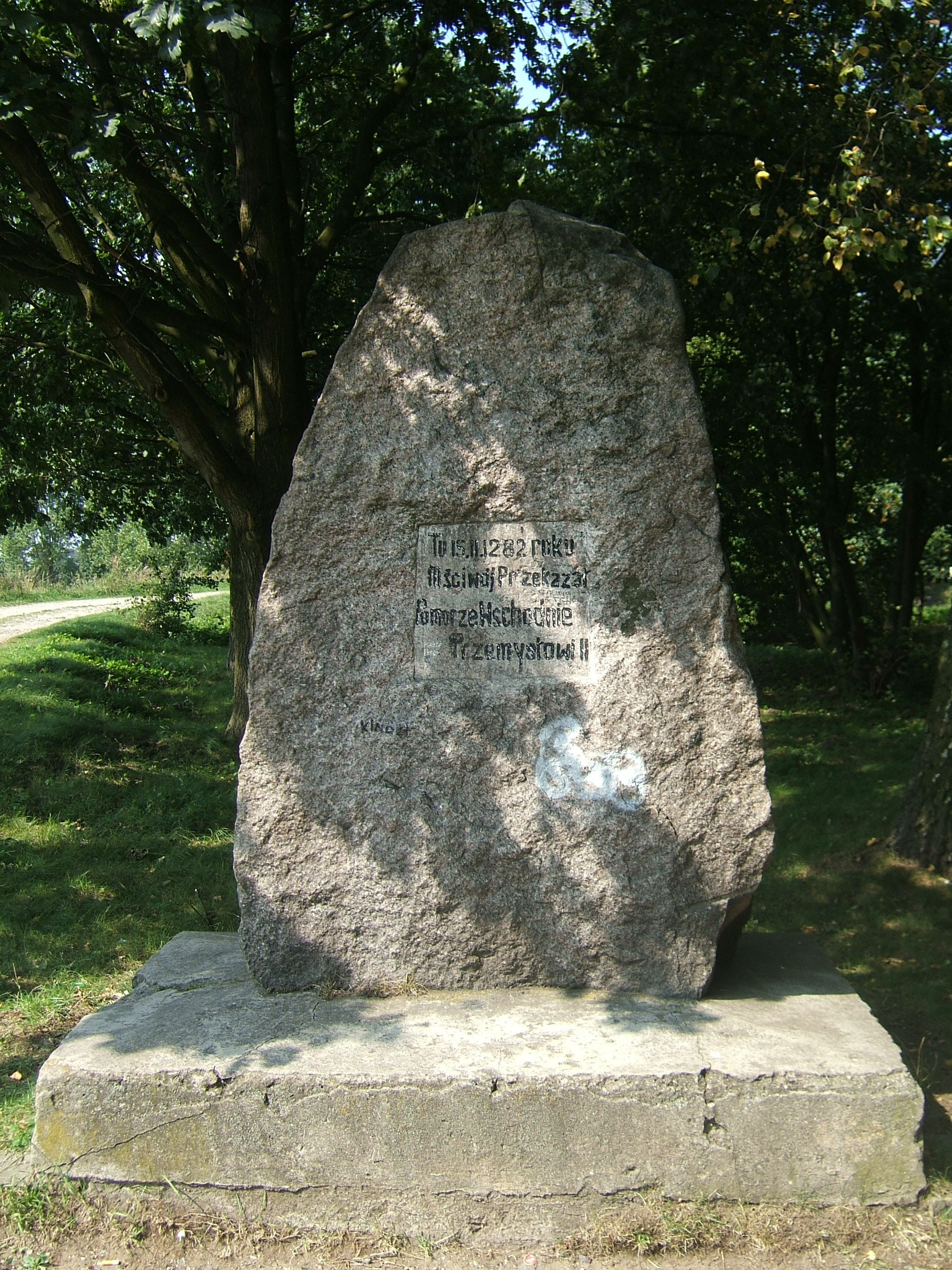
Głaz upamiętniający Układ w Kępnie

## Oświata
- Przedszkola:
  - Samorządowe nr 2, ul. ks. Piotra Wawrzyniaka 40
  - Samorządowe nr 4, ul. Cicha 13
  - Samorządowe nr 5, os. 700-lecia 9
  - Sióstr Boromeuszek, ul. Kościuszki 17
- Szkoły podstawowe:
  - nr 1 im. Bohaterów Westerplatte, ul. Sienkiewicza 21
  - nr 2 im. Krzysztofa Kamila Baczyńskiego, ul. Zamkowa
  - nr 3 im. Przemysła II, os. 1000-lecia 1
- Szkoły średnie:
  - Liceum Ogólnokształcące im. mjra Henryka Sucharskiego, ul. Dąbrowskiego 3
  - Zespół Szkół Specjalnych, ul. Szkolna 6
  - Zespół Szkół Ponadpodstawowych nr 1, ul. Sienkiewicza 25
  - Zespół Szkół Ponadpodstawowych nr 2, ul. Przemysłowa 10c

## Wspólnoty wyznaniowe
Na terenie Kępna działalność religijną prowadzą następujące Kościoły i związki wyznaniowe:
- Kościół Ewangelicko-Augsburski:
  - parafia w Kępnie[19]
- Kościół greckokatolicki:
  - parafia Wszystkich Świętych[20]
- Kościół rzymskokatolicki:
  - parafia św. Marcina[21]
  - parafia Matki Bożej Różańcowej[21]
- Świadkowie Jehowy:
  - zbór Kępno (Sala Królestwa Syców, ul. Daszyńskiego 36A)[22]

## Kultura i sport

### Sport
W Kępnie funkcjonuje hala sportowa KOSiR (Kępiński Ośrodek Sportu i Rekreacji), w której oprócz turniejów sportowych odbywają się koncerty oraz inne imprezy kulturalne.
W mieście działają kluby:
- Polonia 1908 Marcinki Kępno (dawniej Polonia Kępno), dysponujący boiskiem piłkarskim oraz bieżnią. Klub piłkarski występuje w IV lidze (grupa wielkopolska)[23].
- TG Sokół Kępno (Towarzystwo Gimnastyczne „Sokół” Kępno) – męska drużyna siatkarska, w sezonie 2018/2019 występująca w rozgrywkach III ligi w piłce siatkowej mężczyzn województwa wielkopolskiego, wykorzystując halę sportową KOSiR.

W 2008 roku powstało duże, pełnowymiarowe piłkarskie boisko, ze sztuczną nawierzchnią. Znajduje się ono w pobliżu hali sportowej. Istnieją również dwa sztuczne boiska o wymiarach piłki ręcznej – w pobliżu stadionu „Polonii” oraz przy Gimnazjum nr 2.

### Kultura
W Kępnie od 1 stycznia 2009 roku funkcjonuje Kępiński Ośrodek Kultury (KOK), który prowadzi wszechstronną działalność, aktywizującą różne środowiska i grupy wiekowe, wspomaga rozwój ruchu artystycznego oraz promuje kulturę. Przy KOK działają: modelarnia, Studio Tańca „Retro”, Studio Piosenki, chór mieszany, zespoły muzyczne, Stowarzyszenie Plastyków Amatorów Powiatu Kępińskiego, odbywają się zajęcia plastyczne oraz warsztaty techniki śpiewu. Ośrodek organizuje również imprezy kulturalne i uroczystości, np. przeglądy teatralne, koncerty kolęd, muzyki młodzieżowej itd.
W Kępnie funkcjonuje zmodernizowane Kino „Sokolnia”, wyposażone w nowoczesny projektor 4K wyposażony w układ do projekcji 3D, nowoczesny system rezerwacji, dźwiękochłonne ściany, czy system nagłośnienia pracujący w technologii Dolby Surround 7.1.
Czynne jest Muzeum Ziemi Kępińskiej.
Na terenie Kępna funkcjonują biblioteki:
- Samorządowa Biblioteka Publiczna im. Marii z Fredrów hr. Szembekowej w Kępnie,
- Powiatowa Biblioteka Publiczna w Kępnie,

- Filia Książnicy Pedagogicznej im. Alfonsa Parczewskiego w Kaliszu.

## Współpraca międzynarodowa
Miasta partnerskie:
- Trutnov[26]
- Encs[26]
- Giano dell’Umbria[26]